# Barát-patak
Le Barát-patak est un ruisseau de Hongrie, affluent du Danube. Il prend sa source dans le Pilis et s'écoule ensuite vers l'Est, traversant les localités de Pomáz, Budakalász et le 3e arrondissement de Budapest.